# Life Is Killing Me
Life Is Killing Me – szósty album długogrający zespołu z Brooklynu, Type O Negative. Pierwotnie tytuł miał brzmieć The Dream Is Dead, ale podobno został zmieniony przez pogłoski, mówiące że zespół ma zamiar skończyć współpracę.

## Opis
Na Life Is Killing Me nie ma tzw. „soundscapów”, ale jest krótki instrumentalny utwór zatytułowany „Drunk in Paris”. Na płycie znajdują się dwa utwory o rodzicach Steel'a. „Todd's Ship Gods (Above All Things)” to nazwa stoczni, w której pracował jego ojciec, natomiast „Nettie” to zdrobniałe imię matki wokalisty. Zespół nagrał cover piosenki „Angry Inch” z off-broadwayowskiego musicalu „Hedwig and the Angry Inch”. 11 utwór na płycie zatytułowany jest „IYDKMIGTHTKY (Gimme That)”. Skrót można przetłumaczyć na „If You Don't Kill Me I'm Going To Have To Kill You” i jest najczęściej powtarzaną frazą w tekście, tak samo jak „Gimme That”.
Na pudełku pod płytą CD znajduje się wiadomość „Type O Negative is a non-prophet organization”.
Pierwsze 2 sekundy utworu „I Don't Wanna Be Me” (sprzężenie zwrotne na gitarze Kenny'ego) można usłyszeć jako dźwięk zmieniania stacji radiowych w grze „Grand Theft Auto IV”.

## Lista utworów
1. "Thir13teen" – 1:07
2. "I Don't Wanna Be Me" – 5:08
3. "Less Than Zero (<0)" – 5:25
4. "Todd's Ship Gods (Above All Things)" – 4:10
5. "I Like Goils" – 2:35
6. "...A Dish Best Served Coldly" – 7:13
7. "How Could She" – 7:35
8. "Life Is Killing Me" – 6:35
9. "Nettie" – 4:46
10. "(We Were) Electrocute" – 6:38
11. "IYDKMIGHTKY (Gimme That)" – 6:20
12. "Angry Inch" – 3:39
13. "Anesthesia" – 6:41
14. "Drunk in Paris" – 1:27
15. "The Dream Is Dead" – 5:07

### Bonus CD
W Europie album został wydany wraz z bonusowym CD.
1. "Out Of The Fire (Kane's Theme)" – 3:24
2. "Christian Woman " – 4:27
3. "Suspended in dusk" – 8:39
4. "Blood & Fire (Out Of The Ashes Mix)" – 4:36
5. "Black Sabbath" – 7:47 (cover Black Sabbath Oryginalnie wydany na albumie Nativity in Black.)
6. "Cinnamon Girl (Extended Depression Mix)" – 3:53
7. "Haunted (Per Version)" – 11:47

## Twórcy
- Peter Steele – śpiew, gitara basowa, gitara i instrumenty klawiszowe
- Josh Silver – instrumenty klawiszowe i dodatkowy śpiew
- Kenny Hickey – gitara i dodatkowy śpiew
- Johnny Kelly – perkusja

## Pozycje na listach
| Lista         | Kraj              | Pozycja |
| ------------- | ----------------- | ------- |
| Billboard 200 | Stany Zjednoczone | 39      |
| OLiS          | Polska            | 49      |